# Vergessene Melodie für Flöte
Vergessene Melodie für Flöte (Originaltitel: Забытая мелодия для флейты, Sabytaja melodija dlja fleity) ist ein sowjetischer Spielfilm unter der Regie von Eldar Rjasanow aus dem Jahr 1987.

## Handlung
Leonid Semjonowitsch Filimonow ist ein Funktionär in einer Kulturverwaltung in der Sowjetunion. Mit dem Beginn der Perestroika hat die Behörde Schwierigkeiten, sich dem neuen politischen Kurs anzupassen. Selbst ein kompletter Chor muss sich in der Verwaltung persönlich für die Fahrkarten für eine Reise zum Schwarzen Meer einsetzen, was auch klappt, denn man macht einfach eine Konzertreise daraus. Die Kulturverwaltung hat auch eine eigene Theatergruppe, deren aktuelles Stück auf die Vorführbarkeit durch Leonid Filiminow überprüft werden muss. Leonid selbst findet seine Arbeit nicht erfüllend und sinnlos, bringt aber nicht den Mut auf, etwas dagegen zu tun. Die Belastungen nagen so sehr an ihm, dass er im Büro einen Schwächeanfall erleidet. In der Sanitätsstation der Verwaltung wird er untersucht und für mehrere Tage krankgeschrieben.
Am Abend erscheint die Krankenschwester Lida, die Leonid bereits aus der Sanitätsstelle kennt, bei ihm zu Hause, um ihm eine Spritze zu verabreichen. Leonid beginnt, ihr den Hof zu machen, denn seine Frau befindet sich zu einem Symposium in Leningrad. Da sie die nächsten Abende ständig kommen muss, kommen sich beide immer näher und vergnügen sich bei ausländischem Wermut und Kaviar. Als Lida erwähnt, dass er ihr auch Musik versprochen hat, holt er von einem Schrank einen verstaubten Kasten mit einer Querflöte herunter und beginnt, auf dieser ein Lied zu spielen. Jetzt stellt sich heraus, dass er einst am Konservatorium studiert hat und durch seinen Schwiegervater an den guten Posten gekommen ist, der ihm Wohnung, Auto und ein gutes Einkommen sichert. Eines Abends steht Leonids Frau überraschend in der Wohnung und er erzählt ihr in Lidas Anwesenheit, dass sie ihn pflegt und den Abwasch macht, diesen natürlich gegen Bezahlung.
Lida und Leonid treffen sich nun immer heimlich, obwohl auch die Kollegen etwas davon mitbekommen. Er spielt mit dem Gedanken, das Verhältnis seiner Frau zu beichten, traut sich aber nicht. Eines Tages erfährt seine Frau von einem Anrufer, dass er eine Geliebte hat, woraufhin sie ihm die Koffer vor die Tür stellt. Nun versucht er bei Lida, die in einer Wohngemeinschaft lebt, als Untermieter einzuziehen, was aber nicht so leicht ist, da sie enttäuscht von ihm ist. Doch dann gibt sie nach und er bekommt ein Bett hinter einem Schrank zum Schlafen eingerichtet. Das geht mehrere Wochen gut, bis Leonid für eine Beförderung vorgesehen ist und das Verhältnis sich nicht gerade positiv für seinen Ruf auswirkt. Als sich seine Frau auch noch mit ihm versöhnt, zieht er wieder nach Hause.
Am Tage seiner Beförderung zum Direktor kündigt Lida, da sie nicht mehr im gleichen Gebäude wie er arbeiten kann. Leonid Filimow nimmt dieser erste Arbeitstag in der neuen Position so stark mit, dass er zusammenbricht und durch den herbeigerufenen Rettungswagen nicht mehr wiederbelebt werden kann. Als Lida das mitbekommt, holt sie ihn verzweifelt ins Leben zurück, dann ruft sie das Rettungspersonal und geht ihrer Wege.

## Produktion
Der in Farbe gedrehte Film hatte am 1. Oktober 1987 unter dem Titel Забытая мелодия для флейты in der Sowjetunion Premiere.
In Deutschland wurde er erstmals anlässlich der 33. Tage des sowjetischen Films am 27. Oktober 1990 im Berliner Kino International aufgeführt.

## Kritik
Das Lexikon des internationalen Films bezeichnete den Film als eine Liebesgeschichte, die in satirischer Form die Defizite von Perestroika und Glasnost anprangert.